# Colonial Park
 (août 2025).
Colonial Park est une census-designated place située dans le comté du Dauphin, dans l’État de Pennsylvanie, aux États-Unis. Lors du recensement de 2020, elle compte 16 243 habitants.